# Scyrotis athleta
Scyrotis athleta är en fjärilsart som beskrevs av Edward Meyrick 1909. Scyrotis athleta ingår i släktet Scyrotis och familjen Cecidosidae. Inga underarter finns listade i Catalogue of Life.